# کنوانسیون‌های انتخاباتی رئیس‌جمهور ایالات متحده آمریکا

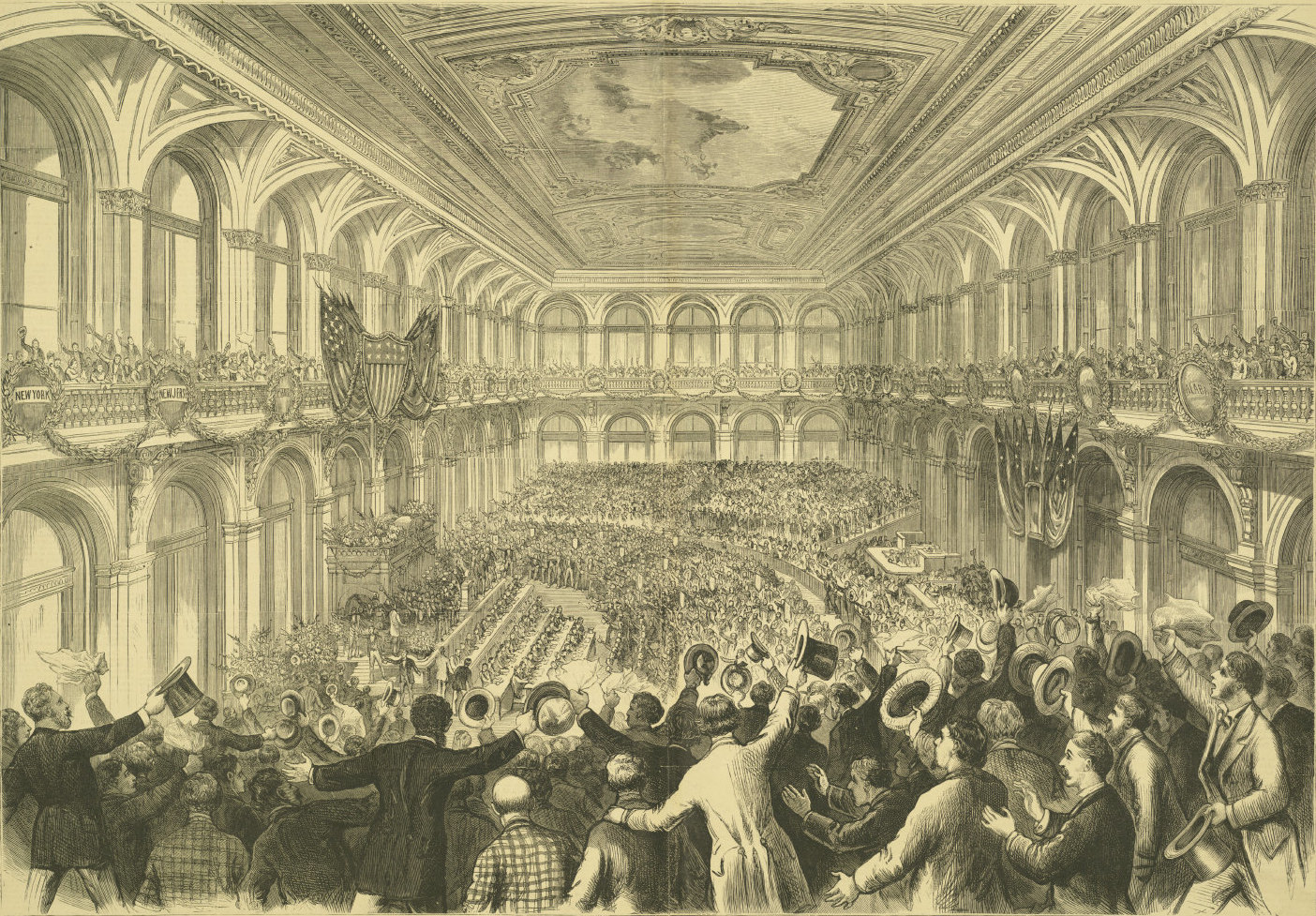
کنوانسیون ملی دموکرات 1876 در ساختمان صرافی بازرگانان در سنت لوئیس، میسوری. ساموئل جی تیلدن و توماس ای. هندریکس به ترتیب نامزد ریاست جمهوری و معاون رئیس جمهور شدند.

برپایی کنوانسیون‌های ملی (به انگلیسی: United States presidential nominating convention) دومین مرحله از انتخابات ریاست جمهوری ایالات متحده آمریکا است. احزاب سیاسی در ایالات متحده آمریکا ائتلافی از احزاب منطقه‌ای و ایالتی هستند که در بسیاری از مسائل به صورت خود مختارعمل می‌نماید و چه بسا در موضوعات اجتماعی و اقتصادی متناسب با شرایط هر ایالت با یکدیگر اختلاف نظر پیدا می‌کنند؛ بنابراین در جریان انتخابات ریاست جمهوری تشکیل کنوانسیون ملی برای اتخاذ روش‌های مشترک و معرفی نامزد رسمی حزب در انتخابات عمومی ضرورت می‌یابد.
در کنوانسیون، هواداران حزب با گرایش‌ها و مواضع مختلف حضور دارند و دستور کار مشترکی را تهیه می‌کنند. به عنوان مثال در حزب دمکرات آمریکا، هواداران جدایی نژادی ایالت‌های جنوبی به همراه سیاهپوستان خواهان برابری حقوق در زیر یک سقف قرار می‌گیرند. همچنین کارگران کارخانه‌های اتومبیل سازی، با صاحبان صنایع و حرف کوچک کالیفرنیا، کامیونداران ایرلندی تبار و اسپانیایی زبان‌های پرتوریکو هر یک انتظارا ت خاص خود در کنوانسیون ملی مطرح می‌کنند و بخشی که گرایش‌های اجتماعی را نمایندگی می‌کنند.
تا اوایل قرن بیستم برای تعیین نامزد انتخابات ریاست جمهوری در کنوانسیون‌های حزبی بارها وبارها رای‌گیری صورت می‌گرفت تا اینکه سرانجام یکی از نامزدها موفق به کسب ۵۰ درصد آراء شود و سپس وی به عنوان نامزد رسمی حزب معرفی می‌شد. اما به تدریج نقش انتخابات مقدماتی ریاست جمهوری ایالات متحده آمریکا نسبت انتخابات کنوانسیون ملی افزایش یافت. اکنون فردی که در انتخابات مقدماتی به پیروزی برسد، اغلب از سوی کنوانسیون ملی نیز معرفی خواهد شد.
در کنوانسیون‌های ملی حزب دمکرات آمریکا به‌طور متوسط بیش از ۵۵۰۰ هیئت مذاکره‌کننده حضور دارند. این رقم برای حزب جمهوریخواه آمریکا حدود ۲۳۰۰ نفر است. آن‌ها هرکدام با حمایت از یک نامزد تلاش می‌کنند فرد مورد نظر خود را از منطقه خویش به کاخ سفید بفرستند. سرانجام پس ازدوهفته مبارزه طاقت فرسا ونفس گیر وصرف ده‌ها میلیون دلار هزینه، در جریان یک انتخابات پرشور و هیجان انگیز نامزد ریاست جمهوری و معاونش از سوی کنوانسیون ملی انتخاب می‌شوند. برگزیده شدگان با کسب نمایندگی از حزب خویش به مرحله نهایی انتخابات (رقابت‌های انتخاباتی در ایالات متحده آمریکا) وارد می‌شوند که در تا روز رای‌گیری ادامه می‌یابد.
به‌طور معمول، رئیس جمهور ایالات متحده آمریکا شاغل در کاخ سفید از شانس بیشتری در انتخابات مقدماتی وبویژه درکنوانسیون‌های ملی برخوردار است. از سال ۱۸۸۶ تا کنون سابقه نداشته‌است که رئیس‌جمهور شاغل از رقبای حزبی اش در کنوانسیون‌های ملی شکست بخورد. به همین دلیل حزب حاکم درکاخ سفید به نسبت حزب رقیب در زمان انتخابات با تنش و اختلاف کمتری مواجه‌است. در حالی که در حزب رقیب، تلاش برای معرفی نامزد رسمی از سوی جناح‌های مختلف حزب به بروز اختلافات و تعارضات عمیق می‌انجامد.